# PowerPC 7400

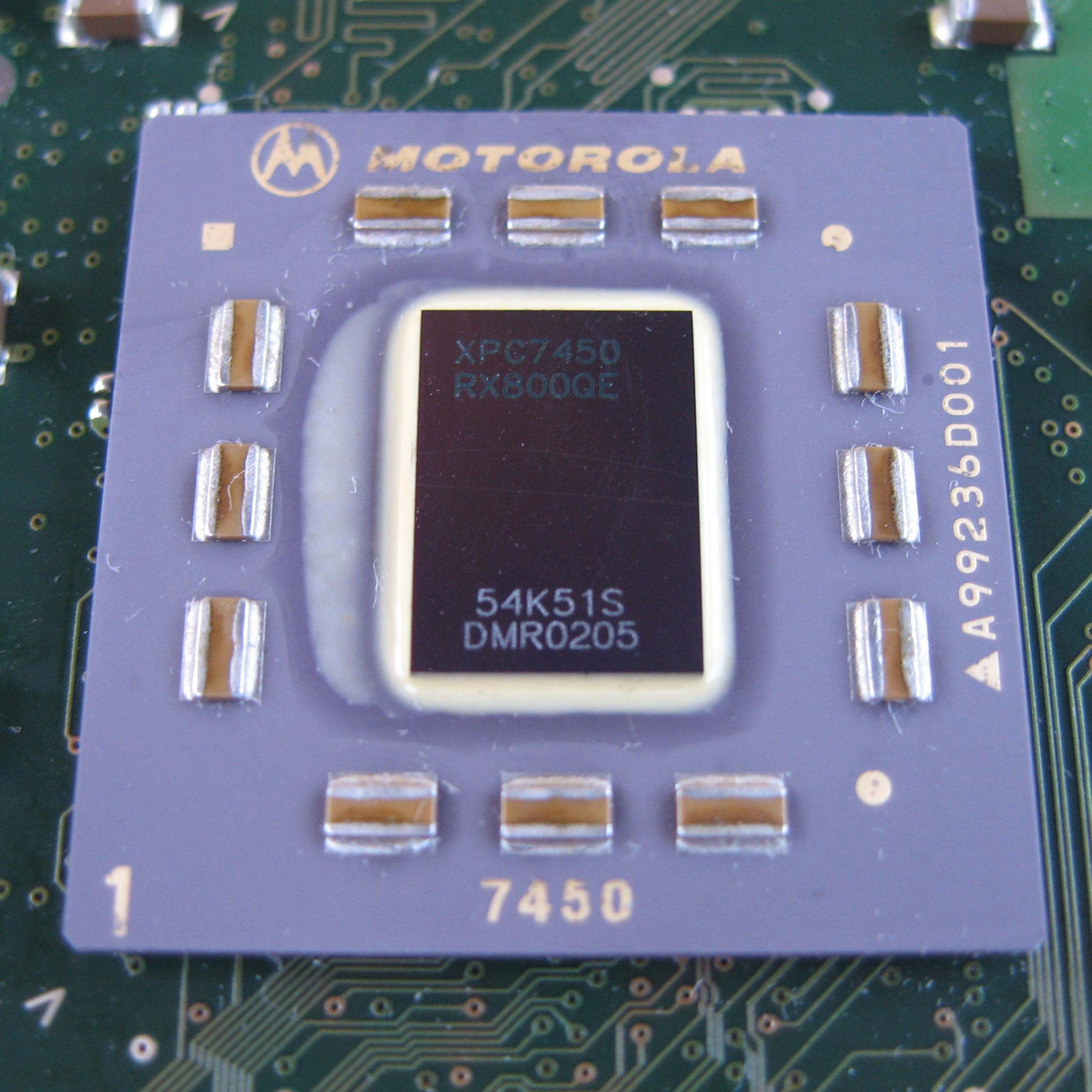
En 800 MHz PowerPC 7450 från Motorola i en PowerMac G4.

PowerPC 7400 är en PowerPC-processor konstruerad och tillverkad av Motorola. Motorola och Apple kallade den för den fjärde generationens PowerPC-processor och fick följaktligen smeknamnet "G4". Smeknamnet följde med på Apples produkter som använde processorn och dess efterföljare.
Utvecklingen av 7400-familjen var en av anledningarna till att AIM-alliansen sprack. IBM ville inte satsa på att inkludera SIMD-funktionalitet i PowerPC-processorer, men det var något som både Apple och Motorola ville ha. Apple kunde accelerera multimediatillämpningar och Motorola såg en möjlighet för signalprocessing i inbäddade applikationer. Resultatet blev att 7400 utvecklades av Motorola tillsammans med Apple.
Vektorenheten i 7400-processorerna kallas för AltiVec av Motorola, Velocity Engine av Apple och VMX av IBM. IBM introducerade VMX i sina processorer i och med PowerPC 970, och har nu inkluderat det i de flesta nya processorer baserad på Power Architecture, till exempel Cell, Xenon och kommande POWER6.

## PowerPC 7400
PowerPC 7400 (kodnamn Max) gjorde sin debut sensommaren 1999. Den kördes i hastigheter mellan 350 och 500 MHz och innehåller 10,5 miljoner transistorer, tillverkad med Motorolas kopparbaserade 0,20 µm HiPerMOS6-process. Chip-storleken mäter 83 mm².
Motorola hade till en början lovat Apple processorer med hastigheter upp till 500 MHz, men tillverkningsgraden visade sig till en början vara under förväntan. Apple fick ta tillbaka sitt löfte om PowerMac G4-system på 500 MHz. Istället nergraderade de hela linjen från 400/450/500 MHz till 350/400/450 MHz. Denna incident orsakade dåliga relationer mellan Apple och Motorola, som fick Apple att be IBM om hjälp att tillverka processorer i tillräcklig kvalitet. 500 MHz-varianten var åter introducerad ett halvår senare i februari 2000.

### Konstruktion
PowerPC 7400 är ganska lik sin äldre släkting, PowerPC 750, men den har förbättrad stöd för multiprocessing tack vare bättre cache-kontroll (MERSI) samt 64-bitars heltalsenheter och flyttalsenheter som härstammar från PowerPC 604. Den presterar därmed ungefär 25 % bättre än PowerPC 750 vid samma klockfrekvens.
AltiVec-enheten i 7400 har 128 stycken 128-bitars register och kan göra fyra 32-bitars flyttalsinstruktioner med enkel precision, 16 stycken 8-bitars eller fyra helstals-instruktioner per cykel. Dessutom är enheten superskalär och kan utföra två operationer parallellt. I jämförelse med samtida x86-processorer innebar detta en avsevärd prestandaökning för instruktioner som kunde använda AltiVec. AltiVec lämpade sig speciellt för multimedia, till exempel att koda film, ljud, applicera filter i Photoshop eller dekryptera chiffer. Flertalet funktioner i Mac OS X drar nytta av AltiVec.

## PowerPC 7410
PowerPC 7410 (kodnamn Nitro) använder samma konstruktion som 7400 men är tillverkad med en 180 nm-process istället för 200 nm. Precis som 7400 har den 10,5 miljoner transistorer. Den gjorde sin debut i den första generationen PowerBook G4, januari 2001.
Processorn hade också möjlighet att dedicera allt eller hälften av sitt L2-cache som extra snabbt primärminne, en funktion som tillverkare av inbäddade produkter använder.

## PowerPC 7450
PowerPC 7450 var den första större revisionen av G4-processorn. Den har 33 miljoner transistorer, en längre pipeline, 256 kB internt L2-cache och introducerade upp till 2 MB externt L3-cache. Motorola förbättrade AltiVec avsevärt och kunde nu bearbeta fyra olika instruktioner samtidigt. Den introducerades i januari 2001 med en hastighet upp till 733 MHz. En senare, mindre revision fick namnet 7541.

## PowerPC 7445/7455
PowerPC 7455 (kodnamn Apollo 6) kom med en bredare, 256-bit cache-buss och tillverkades i en SOI-baserad 180 nm-process. Det var den första processor i en Apple-dator som bröt 1 GHz-spärren. 7445 var namnet på samma processor fast utan externt L3-cache.

## PowerPC 7447/7457
PowerPC 7457 (kodnamn Apollo 7) är en något förbättrad version av 7455, med 512 kB internt L2-cache, tillverkad med en 130 nm-process (vilket ledde till mindre strömförbrukning) och möjlighet att använda 4 MB externt L3-cache. 7457 når hastigheter upp till 1,3 GHz. 7447 var en variant utan extern cache.

### 7447A
Motorola tillverkade en variant av 7447 som hade en intern värmediod och möjlighet till dynamisk frekvensjustering. Tack vare detta kunde man klocka den högre än 7457 utan att dra mer ström. Detta faktum, tillsammans med att extern L3-cache var dyr, ledde till att Apple använde denna processor i sina bärbara datorer. 7447A kan köras upp till 1,67 GHz.

## PowerPC 7448
PowerPC 7448 (kodnamn Apollo 8) är en vidareutveckling av 7447A och är i princip en snabbare och strömsnålare variant med 1 MB internt L2-cache, tillverkad i en 90 nm-process och en systembuss upp till 200 MHz. Daystar och Newertech tillverkar 7448-baserade processoruppgraderingar till Macintosh-datorer i hastigheter upp till 2 GHz.
I och med lanseringen av 7448 döpte Freescale (Motorolas avknoppade halvledardivision) om kärnan till e600.

## Framtiden
Apple började fasa ut G4-processorer till fördel för PowerPC 970, och Intel-baserade system. Processorerna fortsätter dock att vara mycket populära i inbäddade system som signalprocessing och telekom-routrar och andra PowerPC-baserade datorer, till exempel PegasosPPC och AmigaOne.

### e600
7400-familjens svaga punkt har ansetts vara den trånga systembussen som hindrar access till snabbt arbetsminne. Freescale kommer råda bot på detta i framtiden med produkter baserade på e600-kärnan. Dessa blir System-on-a-Chip-lösningar med RapidIO-systembuss, integrerad DDR/DDR2-controller och PCI Express. Man kommer även har varianter med multipla processorkärnor, och asynkron multiprocessing.
De första produkterna baserade på denna nya teknologi kommer att bli PowerPC 8641 och en variant med två kärnor, 8641D. Freescale skeppar i dagsläget förproduktisonsexemplar till utvecklare och räknar med fullskalig produktion med början första kvartalet 2007. Målet är hastigheter som överstiger 1,5 GHz.

### e700
När Freescale introducerade e600 släppte de även preliminär information om den planerade e700-kärnan. Det är en högpresterande 64-bitars kärna som bär många likheter med e600, och man siktar på hastigheter upp till 3 GHz. Processorerna kommer heta PowerPC 87xx.